# كارل فريدريش بيرنس
كارل فريدريش بيرنس (بالألمانية: Carl Friedrich Behrens) (و. 1701 – 1750 م) هو مستكشف، وكاتب ألماني، ولد في روستوك، توفي عن عمر يناهز 49 عاماً.